# جبل سوبريور
جبل سوبريور (بالإنجليزية: Mount Superior)‏ هو قمة جبل 11،045 قدمًا (3،367 م) في غابة واساتش الكاش الوطنية في مقاطعة سولت ليك، يوتا، الولايات المتحدة. مع رؤية بارزة من طريق ولاية يوتا-210 في ليتل كوتونوود كانيون، وعلى بعد 35 دقيقة فقط من وسط مدينة سولت لايك، فهي وجهة شهيرة للمشي لمسافات طويلة وتسلق الجبال والتزلج.